# Dipoena insulana
Dipoena insulana là một loài nhện trong họ Theridiidae.
Loài này thuộc chi Dipoena. Dipoena insulana được Arthur Merton Chickering miêu tả năm 1943.